# Otto Weller
Otto Weller (* 20. September 1893 in Brauerschwend; † 15. Juli 1956 in Schlitz) war ein hessischer Politiker (NSDAP) und ehemaliger Abgeordneter des Landtags des Volksstaates Hessen in der Weimarer Republik.

## Familie und Beruf
Otto Weller war der Sohn des Landwirts Konrad Weller und dessen Frau Margarethe geborene Füg. Otto Weller, der evangelischer Konfession war, heiratete am 9. März 1903 in Schlitz Helene geborene Habicht.
Otto Weller arbeitete als Bankkaufmann und später als Müllermeister in Schlitz.

## Politik
Otto Weller rückte am 16. September 1932 für den ausgeschiedenen Hubert Köster in den Landtag nach, dem er bis zum Ende der 6. Wahlperiode angehörte.